# جناح أحمر
جناح أحمر (بالإنجليزية: Red Wing)‏ هي ممثلة أمريكية، ولدت في 13 فبراير 1884 في الولايات المتحدة، وتوفيت في 13 مارس 1974 بنيويورك في الولايات المتحدة.

## وصلات خارجية
- جناح أحمر على موقع IMDb (الإنجليزية)
- جناح أحمر على موقع أول موفي (الإنجليزية)
- جناح أحمر على موقع قاعدة بيانات الفيلم (الإنجليزية)